# A 76-a ediție a Premiilor Globul de Aur
A 76-a ediție a Premiilor Globul de Aur a avut loc la 6 ianuarie 2019 la Hotelul Beverly Hilton din Beverly Hills, California pe canalul NBC. S-au acordat premii pentru cele mai bune filme din 2018 și cele mai bune emisiuni americane de televiziune din 2018. Ceremonia a fost transmisă în direct pe NBC în Statele Unite. Andy Samberg și Sandra Oh vor fi gazdele ceremoniei.
Nominalizările au fost anunțate pe 6 decembrie 2018 de către Terry Crews, Danai Gurira, Leslie Mann și Christian Slater. Ceremonia va marca debutul unui premiu pentru care nu se vor face nominalizări, premiu care va recompensa excelența în televiziune, premiul Carol Burnett (echivalentul premiului Cecil B. DeMille, care recompensează excelența în film), iar Carol Burnett va fi prima persoană care va primi acest premiu.

## Câștigători și nominalizări

### Cinema
| Cel mai bun film | Cel mai bun film |
| Dramă | Muzical sau Comedie |
| --- | --- |
| - Bohemian Rhapsody - BlacKkKlansman - Black Panther - If Beale Street Could Talk - S-a născut o stea | - Green Book - Crazy Rich Asians - The Favourite - Mary Poppins se întoarce - Vicele |
| Cea mai bună interpretare (dramă) | |
| Actor | Actriță |
| - Rami Malek – Bohemian Rhapsody în rolul Freddie Mercury - Willem Dafoe – At Eternity's Gate în rolul Vincent van Gogh - Lucas Hedges – Boy Erased în rolul Jared Eamons - Bradley Cooper – S-a născut o stea în rolul Jackson Maine - John David Washington – BlacKkKlansman în rolul Ron Stallworth  | - Glenn Close – Soția în rolul Joan Castleman - Lady Gaga – S-a născut o stea în rolul Ally Maine - Nicole Kidman – Destroyer în rolul Erin Bell - Melissa McCarthy – Can You Ever Forgive Me? în rolul Lee Israel - Rosamund Pike – A Private War în rolul Marie Colvin                                                                                  |
| Cea mai bună interpretare (muzical/comedie) | |
| Actor | Actriță |
| - Christian Bale – Vicele în rolul Dick Cheney - Lin-Manuel Miranda – Mary Poppins se întoarce în rolul Jack - Viggo Mortensen – Green Book în rolul Frank "Tony Lip" Vallelonga - Robert Redford – The Old Man & the Gun în rolul Forrest Tucker - John C. Reilly – Stan & Ollie în rolul Oliver Hardy | - Olivia Colman – The Favourite în rolul Reginei Anna - Emily Blunt – Mary Poppins se întoarce în rolul Mary Poppins - Elsie Fisher – Clasa a opta în rolul Kayla Day - Charlize Theron – Tully în rolul Marlo Moreau - Constance Wu – Crazy Rich Asians în rolul Rachel Chu                                                                              |
| Cea mai bună interpretare în rol secundar | |
| Actor în rol secundar | Actriță în rol secundar |
| - Mahershala Ali – Green Book în rolul Don Shirley - Timothée Chalamet – Beautiful Boy în rolul Nic Sheff - Adam Driver – BlacKkKlansman în rolul Flip Zimmerman - Richard E. Grant – Can You Ever Forgive Me? în rolul Jack Hock - Sam Rockwell – Vicele în rolul George W. Bush                       | - Regina King – If Beale Street Could Talk în rolul Sharon Rivers - Claire Foy – First Man în rolul Janet Shearon Armstrong - Amy Adams – Vicele în rolul Lynne Cheney - Emma Stone – The Favourite în rolul Abigail Hill - Rachel Weisz – The Favourite în rolul Sarah Churchill                                                                         |
| Altele | |
| Cel mai bun regizor | Cel mai bun scenariu |
| - Alfonso Cuarón – Roma - Bradley Cooper – S-a născut o stea - Peter Farrelly – Green Book - Spike Lee – BlacKkKlansman - Adam McKay – Vicele | - Brian Hayes Currie, Peter Farrelly și Nick Vallelonga – Green Book - Alfonso Cuarón – Roma - Deborah Davis și Tony McNamara – The Favourite - Barry Jenkins – If Beale Street Could Talk - Adam McKay – Vicele |
| Cea mai bună coloană sonoră | Cea mai bună melodie originală |
| - Justin Hurwitz – First Man - Alexandre Desplat – Isle of Dogs - Ludwig Göransson – Black Panther - Marco Beltrami – A Quiet Place - Marc Shaiman – Mary Poppins se întoarce | - "Shallow" (Lady Gaga, Mark Ronson, Anthony Rossomando, Andrew Wyatt) – S-a născut o stea - "Girl in the Movies" (Dolly Parton, Linda Perry) – Dumplin' - "Requiem for a Private War" (Annie Lennox) – A Private War - "Revelation" (Jónsi, Troye Sivan, Leland) – Boy Erased - "All the Stars" (Kendrick Lamar, SZA, Sounwave, Al Shux) – Black Panther |
| Cel mai bun film de animație | Cel mai bun film străin |
| - Spider-Man: Into the Spider-Verse - Incredibles 2 - Isle of Dogs - Mirai - Ralph Breaks the Internet | - Roma ( Mexic) - Capernaum ( Liban) - Girl ( Belgia) - Never Look Away ( Germania) - Shoplifters ( Japonia) |

### Filme cu mai multe nominalizări
| Nominalizări | Filme                      |
| ------------ | -------------------------- |
| 6            | Vicele                     |
| 5            | The Favourite              |
| 5            | Green Book                 |
| 5            | S-a născut o stea          |
| 4            | BlacKkKlansman             |
| 4            | Mary Poppins se întoarce   |
| 3            | Black Panther              |
| 3            | If Beale Street Could Talk |
| 3            | Roma                       |
| 2            | Bohemian Rhapsody          |
| 2            | Boy Erased                 |
| 2            | Can You Ever Forgive Me?   |
| 2            | Crazy Rich Asians          |
| 2            | First Man                  |
| 2            | Isle of Dogs               |
| 2            | A Private War              |

### Filme care au câștigat mai multe premii
| Wins | Films             |
| ---- | ----------------- |
| 3    | Green Book        |
| 2    | Bohemian Rhapsody |
| 2    | Roma              |

### Televiziune
| Cel mai bun serial TV | Cel mai bun serial TV |
| Dramă | Muzical/comedie |
| --- | --- |
| - The Americans - Bodyguard - Homecoming - Killing Eve - Pose | - The Kominsky Method - Barry - The Good Place - Kidding - The Marvelous Mrs. Maisel |
| Cea mai bună interpretare într-un serial TV – Dramă | |
| Actor | Actriță |
| - Richard Madden – Bodyguard în rolul Sergeant David Budd - Jason Bateman – Ozark în rolul Martin "Marty" Byrde - Stephan James – Homecoming în rolul Walter Cruz - Billy Porter – Pose în rolul Pray Tell - Matthew Rhys – The Americans în rolul Philip Jennings                                                                                       | - Sandra Oh – Killing Eve în rolul Eve Polastri - Caitriona Balfe – Outlander în rolul Claire Fraser - Elisabeth Moss – The Handmaid's Tale în rolul June Osborne / Offred - Julia Roberts – Homecoming în rolul Heidi Bergman - Keri Russell – The Americans în rolul Elizabeth Jennings                                                                       |
| Cea mai bună interpretare într-un serial TV – Comedie/muzical | |
| Actor | Actriță |
| - Michael Douglas – The Kominsky Method în rolul Sandy Kominsky - Sacha Baron Cohen – Who Is America? în rolul mai multor personaje - Jim Carrey – Kidding în rolul Jeff Piccirillo - Donald Glover – Atlanta în rolul Earnest "Earn" Marks / Teddy Perkins - Bill Hader – Barry în rolul Barry Berkman / Barry Block                                    | - Rachel Brosnahan – The Marvelous Mrs. Maisel în rolul Miriam "Midge" Maisel - Kristen Bell – The Good Place în rolul Eleanor Shellstrop - Candice Bergen – Murphy Brown în rolul Murphy Brown - Alison Brie – GLOW în rolul Ruth "Zoya the Destroya" Wilder - Debra Messing – Will & Grace în rolul Grace Adler                                               |
| Cea mai bună interpretare într-o miniserie sau film de televiziune | |
| Actor | Actriță |
| - Darren Criss – The Assassination of Gianni Versace: American Crime Story în rolul Andrew Cunanan - Antonio Banderas – Genius: Picasso în rolul Pablo Picasso - Daniel Brühl – The Alienist în rolul Dr. Laszlo Kreizler - Benedict Cumberbatch – Patrick Melrose în rolul Patrick Melrose - Hugh Grant – A Very English Scandal în rolul Jeremy Thorpe | - Patricia Arquette – Escape at Dannemora în rolul Tilly Mitchell - Amy Adams – Sharp Objects în rolul Camille Preaker - Connie Britton – Dirty John în rolul Debra Newell - Laura Dern – The Tale în rolul Jennifer Fox - Regina King – Seven Seconds în rolul Latrice Butler                                                                                  |
| Cea mai bună interpretare în rol secundar într-o miniserie sau film de televiziune | |
| Actor în rol secundar | Actriță în rol secundar |
| - Ben Whishaw – A Very English Scandal în rolul Norman Josiffe - Alan Arkin – The Kominsky Method în rolul Norman Newlander - Kieran Culkin – Succession în rolul Roman Roy - Édgar Ramírez – The Assassination of Gianni Versace: American Crime Story în rolul Gianni Versace - Henry Winkler – Barry în rolul Gene Cousineau                          | - Patricia Clarkson – Sharp Objects în rolul Adora Crellin - Alex Borstein – The Marvelous Mrs. Maisel în rolul Susie Myerson - Penélope Cruz – The Assassination of Gianni Versace: American Crime Story în rolul Donatella Versace - Thandie Newton – Westworld în rolul Maeve Millay - Yvonne Strahovski – The Handmaid's Tale în rolul Serena Joy Waterford |
| Cea mai bună miniserie sau film TV | |
| - The Assassination of Gianni Versace: American Crime Story - The Alienist - Escape at Dannemora - Sharp Objects - A Very English Scandal | |

### Seriale TV cu mai multe nominalizări
| Nominalizări | Program TV                                                |
| ------------ | --------------------------------------------------------- |
| 4            | The Assassination of Gianni Versace: American Crime Story |
| 3            | The Americans                                             |
| 3            | Barry                                                     |
| 3            | Homecoming                                                |
| 3            | The Kominsky Method                                       |
| 3            | The Marvelous Mrs. Maisel                                 |
| 3            | Sharp Objects                                             |
| 3            | A Very English Scandal                                    |
| 2            | The Alienist                                              |
| 2            | Bodyguard                                                 |
| 2            | Escape at Dannemora                                       |
| 2            | The Good Place                                            |
| 2            | The Handmaid's Tale                                       |
| 2            | Kidding                                                   |
| 2            | Killing Eve                                               |
| 2            | Pose                                                      |

### Seriale TV cu mai multe premii
| Premii | Program TV                                                |
| ------ | --------------------------------------------------------- |
| 2      | The Assassination of Gianni Versace: American Crime Story |
| 2      | The Kominsky Method                                       |